# 동인도 제도

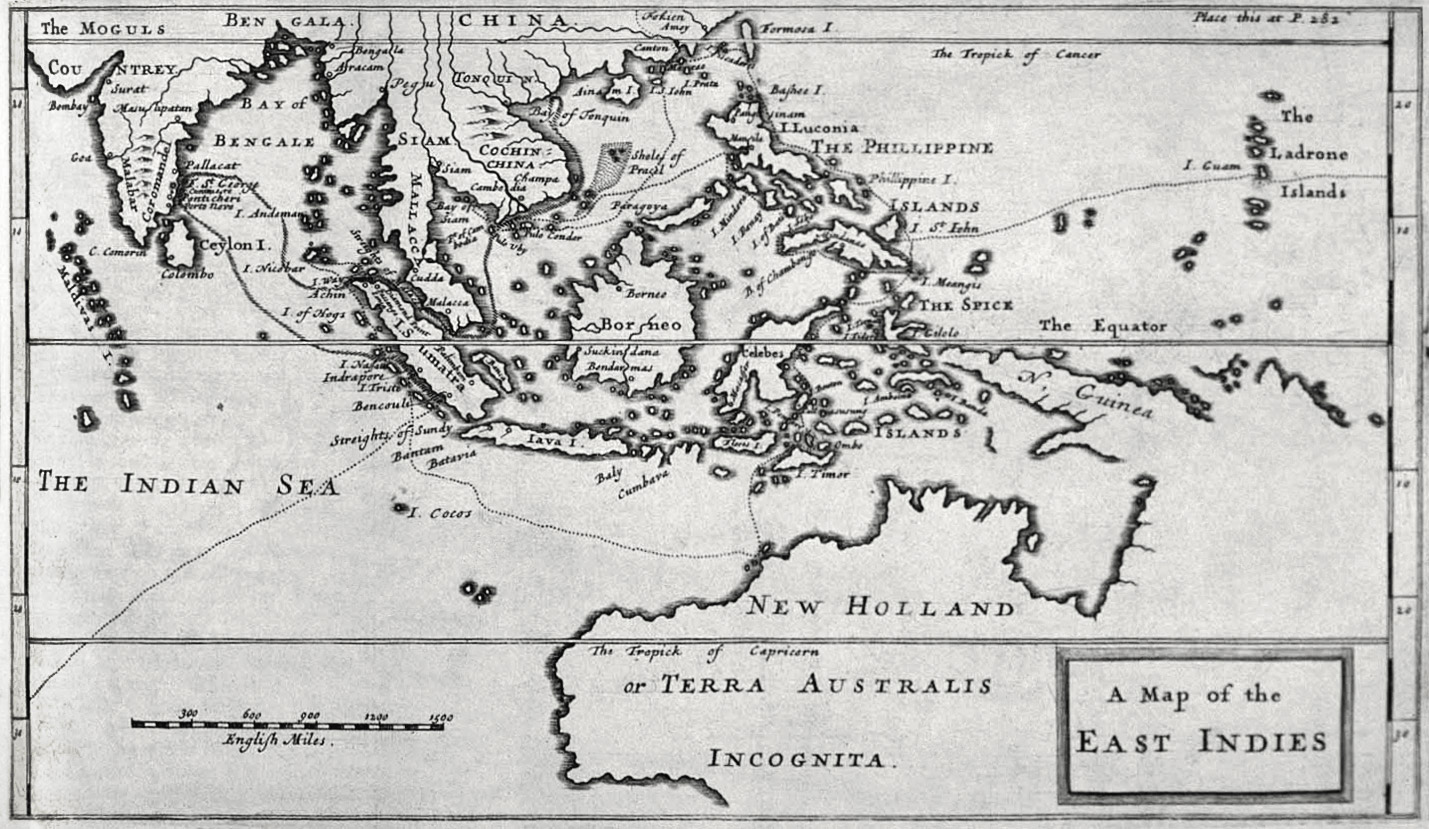
윌리엄 댐피어의 1697년 지도

동인도 제도(East Indies)는 16세기 이후 현재의 인도 아대륙, 동남아시아, 오세아니아 제도, 그리고 동남아 해양 지역을 구분하기 위해 유럽인들에 의해 사용된 용어이다. 이 용어에서 전통적으로 중국, 한국, 일본 그리고 인도의 북부 국가들 그리고 히말라야 지역은 포함되지 않았으며, 극동이라는 용어로 사용되었다.
‘인디아’(India)와 ‘인디즈’(the Indies)와 같은 이름은 오늘날의 파키스탄과 인도, 티베트 서부를 흐르는 인더스강에서 유래되었으며, 고대 그리스인들이 아시아 대부분의 지역과 페르시아의 동부 아시아를 가리키는 말로 사용되었다. 이러한 사용은 적어도 헤로도투스가 활약하던 기원전 5세기로 거슬러 올라갈 수 있다.
네덜란드 식민지 시대에, 인도네시아는 네덜란드령 동인도 또는 네덜란드령 동인도 제도로 불렸다. 인도네시아라는 이름 자체는 그리스 어원인 ‘인도’(Indo, 인더스 또는 인디아에서 나온 인도)에서 온 것이며, Nesos는 섬을 의미한다.

## 같이 보기
- 서인도 제도
- 스페인령 동인도
- 네덜란드령 동인도
- 말레이 제도
- 프랑스령 인도차이나
- 스페인령 필리핀 총독
- 해협식민지
- 말레이 제도
- 말레이 인종
- 해양 동남아시아
- 아메리카의 역사